# Brug 194
Brug 194 is de aanduiding van een viaduct in Amsterdam-Oost.
Het viaduct ligt in de zuidelijke talud naar/van de Kaap de Goede Hoopbrug (brug 256) over de ringvaart van de Watergraafsmeer. Die brug markeert het begin van de Nobelweg, die in het verlengde ligt van de Schalk Burgerstraat. Over die ringvaart lag tot eind jaren vijftig een houten voetgangersbrug, die door de groei van Amsterdam zuidoostwaarts aan vervanging toe was. Het probleem was dat er aan die zuidkant nauwelijks plaats was voor een aansluiting voor die verkeersbrug. Daarom werd gekozen voor een combinatie van brug over de ringvaart en een viaduct vlak ten zuiden daarvan over de Ringdijk. Voor de bouw van de combinatie brug en viaduct moesten twee gebouwen aan de Ringvaart/dijk gesloopt worden. Het ontwerp voor de brug werd geleverd door de Dienst der Publieke Werken. Het is vooralsnog niet bekend wie de specifieke architect was, maar op dat moment waren Dirk Sterenberg en Dick Slebos verantwoordelijk voor de bruggen. De brug vertoont kenmerken uit het oeuvre van beide heren zoals de omgekeerde V-vorm ter ondersteuning van de brug. Ook de balustrades met de rechthoekig vlakverdeling komen vaker voor in hun oeuvre, net als de van oorsprong blauwe kleur daarvan.   
De brug is op de balustrades na bijna geheel van beton. Door de toegepaste V-vorm ontstonden onder het viaduct lege ruimten, die vandalisme uitlokten. Die lege ruimten zijn later in de 20e eeuw afgeschermd. Bovendien bleek vlak na oplevering dat het viaduct toch te laag was voor de auto's, reden waarom de weg later werd omgebouwd tot fietspad.
<<< · 100 · 101 · 102 · 103 ·  105 · 106 · 107 · 108 · 109 ·  110 · 111 · 112 · 113 · 114 · 115 · 116 · 117 · 118 · 119 · 120 · 121 · 122 · 123 · 124 · 125 · 126 · 127 · 128 · 129 · 130 · 131 · 132 · 135 · 136 · 137 · 138 · 139 · 140 · 141 · 142 · 143 · 144 · 145 · 146 · 147 · 148 · 149 ·  150 · 151 · 152 · 155 · 156 · 159 · 160 · 161 · 162 · 163 · 164 · 165 · 166 · 167 · 168 · 169 ·  170 · 171 · 172 · 173 · 174 · 175 · 176 · 177 · 178 · 179 · 180 · 181 · 182 · 183 · 184 · 185 · 186 · 187 · 189 · 190 · 191 · 192 · 193 · 194 · 195 · 196 · 198 · 199 · >>>
Brugnummers 104, 133, 134, 153, 154, 157, 158, 188 en 197 zijn niet (meer) in gebruik.